# Evropská liga UEFA 2020/2021
Sezóna Evropské ligy UEFA 2020/21 byla 50. ročníkem druhé nejprestižnější evropské klubové fotbalové soutěže a 12. od zavedení nového formátu a přejmenování z Poháru UEFA na Evropskou ligu UEFA. Finále se odehrálo na stadionu PGE Arena v polském Gdańsku, kde se původně mělo hrát finále předchozího ročníku 2019/20. Vítězem se poprvé v historii stal španělský klub Villarreal CF, který porazil Manchester United 11:10 na penalty (v normální hrací době i po prodloužení utkání skončilo 1:1).

## Účastnická místa
Celkem 213 týmů z 55 členských zemí UEFA se účastnilo Evropské ligy UEFA 2020/21. Každá země měla přidělený počet míst podle koeficientů UEFA:
- Asociace na 1.–50. místě (kromě Lichtenštejnska) obdržely tři místa.
- Asociace na 51.–55. místě obdržely dvě místa.
- Lichtenštejnsko (32. místo) obdrželo jedno místo (neexistuje ligová soutěž, jen pohár).
- 55 nebo 56 týmů vyřazených z Ligy mistrů UEFA 2020/21 bude přesunuto do Evropské ligy UEFA 2020/21.

### Žebříček UEFA
Účastnická místa pro Evropskou ligu UEFA 2020/21 byla rozdělena podle koeficientu UEFA z roku 2019, do kterého byly započteny výsledky klubů dané země v evropských pohárových soutěžích od sezóny 2014/15 do sezóny 2018/19 včetně.
| #  | Asociace    | Koef.   | Týmy |
| -- | ----------- | ------- | ---- |
| 1  | Španělsko   | 103,569 | 3    |
| 2  | Anglie      | 85,462  | 3    |
| 3  | Itálie      | 74,725  | 3    |
| 4  | Německo     | 71,927  | 3    |
| 5  | Francie     | 58,498  | 3    |
| 6  | Rusko       | 50,549  | 3    |
| 7  | Portugalsko | 48,232  | 3    |
| 8  | Belgie      | 39,900  | 3    |
| 9  | Ukrajina    | 38,900  | 3    |
| 10 | Turecko     | 34,600  | 3    |
| 11 | Nizozemsko  | 32,433  | 3    |
| 12 | Rakousko    | 31,250  | 3    |
| 13 | Česko       | 28,675  | 3    |
| 14 | Řecko       | 27,600  | 3    |
| 15 | Chorvatsko  | 27,375  | 3    |
| 16 | Dánsko      | 27,025  | 3    |
| 17 | Švýcarsko   | 26,900  | 3    |
| 18 | Kypr        | 24,925  | 3    |
| 19 | Srbsko      | 22,250  | 3    |

| #  | Asociace          | Koef.  | Týmy |
| -- | ----------------- | ------ | ---- |
| 20 | Skotsko           | 22,125 | 3    |
| 21 | Bělorusko         | 21,875 | 3    |
| 22 | Švédsko           | 20,900 | 3    |
| 23 | Norsko            | 20,200 | 3    |
| 24 | Kazachstán        | 19,250 | 3    |
| 25 | Polsko            | 19,250 | 3    |
| 26 | Ázerbájdžán       | 19,000 | 3    |
| 27 | Izrael            | 18,625 | 3    |
| 28 | Bulharsko         | 17,500 | 3    |
| 29 | Rumunsko          | 15,950 | 3    |
| 30 | Slovensko         | 15,625 | 3    |
| 31 | Slovinsko         | 15,000 | 3    |
| 32 | Lichtenštejnsko   | 13,500 | 1    |
| 33 | Maďarsko          | 10,500 | 3    |
| 34 | Severní Makedonie | 8,000  | 3    |
| 35 | Moldavsko         | 7,750  | 3    |
| 36 | Albánie           | 7,500  | 3    |
| 37 | Irsko             | 7,450  | 3    |
| 38 | Finsko            | 7,275  | 3    |

| #  | Asociace            | Koef. | Týmy |
| -- | ------------------- | ----- | ---- |
| 39 | Island              | 7,250 | 3    |
| 40 | Bosna a Hercegovina | 7,125 | 3    |
| 41 | Litva               | 6,750 | 3    |
| 42 | Lotyšsko            | 5,625 | 3    |
| 43 | Lucembursko         | 5,500 | 3    |
| 44 | Arménie             | 5,250 | 3    |
| 45 | Malta               | 5,125 | 3    |
| 46 | Estonsko            | 5,000 | 3    |
| 47 | Gruzie              | 4,750 | 3    |
| 48 | Wales               | 4,125 | 3    |
| 49 | Černá Hora          | 4,125 | 3    |
| 50 | Faerské ostrovy     | 4,000 | 3    |
| 51 | Gibraltar           | 4,000 | 3    |
| 52 | Severní Irsko       | 3,875 | 2    |
| 53 | Kosovo              | 2,500 | 2    |
| 54 | Andorra             | 1,831 | 2    |
| 55 | San Marino          | 0,666 | 2    |

### Rozdělení týmů
|                           |                             | Týmy vstupující do tohoto kola | Týmy postupující z předchozího kola                                 | Týmy vstupující z Ligy mistrů                                                                      |
| ------------------------- | --------------------------- | --- | ------------------------------------------------------------------- | -------------------------------------------------------------------------------------------------- |
| 0. předkolo (16 týmů)     | 0. předkolo (16 týmů)       | - 6 pohárových vítězů z asociací na 50.–55. místě - 7 týmů ze 2. místa asociací na 49.–55. místě - 3 týmy ze 3. místa asociací na 48.–50. místě |                                                                     | |
| 1. předkolo (94 týmů)     | 1. předkolo (94 týmů)       | - 25 pohárových vítězů z asociací na 25.–49. místě - 30 týmů ze 2. místa asociací na 18.–48. místě (kromě Lichtenštejnska) - 31 týmů ze 3. místa asociací na 16.–47. místě (kromě Lichtenštejnska) | - 8 vítězů z 0. předkola                                            | |
| 2. předkolo               | Mistrovská část (20 týmů)   | |                                                                     | - 3 poražení z 0. předkola LM - 17 poražených z 1. předkola LM                                     |
| 2. předkolo               | Nemistrovská část (74 týmů) | - 7 pohárových vítězů z asociací na 18.–24. místě - 2 týmy ze 2. místa asociací na 16.–17. místě - 3 týmy ze 3. místa asociací na 13.–15. místě - 9 týmů ze 4. místa asociací na 7.–15. místě - 2 týmy z 5. místa asociací na 5.–6. místě (u Francie vítězové ligového poháru) - 4 týmy ze 6. místa asociací na 1.–4. místě (u Anglie vítězové ligového poháru) | - 47 vítězů z 1. předkola                                           | |
| 3. předkolo               | Mistrovská část (20 týmů)   | | - 10 vítězů z 2. předkola MČ                                        | - 10 poražených z 2. předkola MČ LM                                                                |
| 3. předkolo               | Nemistrovská část (52 týmů) | - 5 pohárových vítězů z asociací na 13.–17. místě - 6 týmů ze 3. místa asociací na 7.–12. místě - 1 tým ze 4. místa asociace na 6. místě | - 37 vítězů z 2. předkola NČ                                        | - 3 poražení z 2. předkola NČ LM                                                                   |
| 4. předkolo               | Mistrovská část (16 týmů)   | | - 10 vítězů z 3. předkola MČ                                        | - 6 poražených z 3. předkola MČ LM                                                                 |
| 4. předkolo               | Nemistrovská část (26 týmů) | | - 26 vítězů z 3. předkola NČ                                        | |
| Skupinová fáze (48 týmů)  | Skupinová fáze (48 týmů)    | - 12 pohárových vítězů z asociací na 1.–12. místě - 1 tým ze 4. místa asociace na 5. místě - 4 týmy z 5. místa asociací na 1.–4. místě | - 8 vítězů z 4. předkola MČ - 13 vítězů z 4. předkola NČ            | - 4 poražení z 3. předkola NČ LM - 4 poražení z 4. předkola MČ LM - 2 poražení z 4. předkola NČ LM |
| Vyřazovací fáze (32 týmů) | Vyřazovací fáze (32 týmů)   | | - 12 vítězů základních skupin - 12 týmů z 2. míst základních skupin | - 8 týmů ze 3. míst základních skupin LM                                                           |

Pokud se vítězem domácího nebo ligového poháru stane tým, který se do pohárové Evropy již kvalifikoval umístěním v lize, místo vítěze poháru je přenecháno nejvyššímu umístěnému týmu v dané lize, který se do evropských poháru nekvalifikoval. Týmy kvalifikované do Evropské ligy, které se umístily v lize nad tímto týmem, se posunují o pozici nahoru.

## Termíny
Termíny pro odehrání jednotlivých kol a jejich losování jsou uvedeny níže. Pokud není uvedeno jinak, los probíhá vždy v Nyonu, ve Švýcarsku, v sídle UEFA.
| Fáze            | Kolo        | Datum losování    | První zápasy       | Druhé zápasy       |
| --------------- | ----------- | ----------------- | ------------------ | ------------------ |
| Kvalifikace     | 0. předkolo | 9. srpna 2020     | 20. srpna 2020     | 20. srpna 2020     |
| Kvalifikace     | 1. předkolo | 10. srpna 2020    | 27. srpna 2020     | 27. srpna 2020     |
| Kvalifikace     | 2. předkolo | 31. srpna 2020    | 17. září 2020      | 17. září 2020      |
| Kvalifikace     | 3. předkolo | 1. září 2020      | 24. září 2020      | 24. září 2020      |
| Kvalifikace     | 4. předkolo | 18. září 2020     | 1. října 2020      | 1. října 2020      |
| Skupinová fáze  | 1. kolo     | 2. října 2020     | 22. října 2020     | 22. října 2020     |
| Skupinová fáze  | 2. kolo     | 2. října 2020     | 29. října 2020     | 29. října 2020     |
| Skupinová fáze  | 3. kolo     | 2. října 2020     | 5. listopadu 2020  | 5. listopadu 2020  |
| Skupinová fáze  | 4. kolo     | 2. října 2020     | 26. listopadu 2020 | 26. listopadu 2020 |
| Skupinová fáze  | 5. kolo     | 2. října 2020     | 3. prosince 2020   | 3. prosince 2020   |
| Skupinová fáze  | 6. kolo     | 2. října 2020     | 10. prosince 2020  | 10. prosince 2020  |
| Vyřazovací fáze | Play-off    | 14. prosince 2020 | 18. února 2021     | 25. února 2021     |
| Vyřazovací fáze | Osmifinále  | 26. února 2021    | 11. března 2021    | 18. března 2021    |
| Vyřazovací fáze | Čtvrtfinále | 19. března 2021   | 8. dubna 2021      | 15. dubna 2021     |
| Vyřazovací fáze | Semifinále  | 19. března 2021   | 29. dubna 2021     | 6. května 2021     |
| Vyřazovací fáze | Finále      | 19. března 2021   | 26. května 2021    | 26. května 2021    |

## Kvalifikace

### 0. předkolo
V 0. předkole byly týmy rozděleny na nasazené a nenasazené dle koeficientu UEFA. Poté byly nalosovány proti sobě na jeden zápas, přičemž týmy ze stejné země nemohly být nalosovány proti sobě. Vítězové postoupili do 1. předkola a poražené týmy vypadly z evropských pohárů. Los proběhl 9. srpna 2020, jediné zápasy se odehrály 18., 20. a 21. srpna.
| Domácí           | Výsledek         | Hosté             |
| ---------------- | ---------------- | ----------------- |
| Tre Penne        | 1:3              | Gjilani           |
| Lincoln Red Imps | 3:0 kont.        | Priština          |
| Santa Coloma     | 0:0 pp. 3:4 pen. | Iskra Danilovgrad |
| Engordany        | 1:3              | Zeta              |
| Glentoran        | 1:0              | HB Tórshavn       |
| St. Joseph's     | 1:2              | B36 Tórshavn      |
| Coleraine        | 1:0              | La Fiorita        |
| NSÍ Runavík      | 5:1              | Barry Town United |

### 1. předkolo
V 1. předkole byly týmy rozděleny na nasazené a nenasazené dle koeficientu UEFA. Poté byly nalosovány proti sobě na jeden zápas, přičemž týmy ze stejné země nemohly být nalosovány proti sobě. Vítězové postoupili do 2. předkola a poražené týmy vypadly z evropských pohárů. Los proběhl 10. srpna 2020, jediné zápasy se odehrály 25.–27. srpna a dva zápasy byly odloženy a sehrány 9. a 10. září 2020.
| Domácí             | Výsledek           | Hosté                 |
| ------------------ | ------------------ | --------------------- |
| Maribor            | 1:1 pp. 4:5 pen.   | Coleraine             |
| Olimpija           | 2:1 pp.            | Víkingur Reykjavík    |
| B36 Tórshavn       | 4:3 pp.            | FCI Levadia           |
| Riteriai           | 3:2 pp.            | Derry City            |
| Žalgiris Vilnius   | 2:0                | Paide Linnameeskond   |
| Honvéd             | 2:1 pp.            | Inter Turku           |
| Zrinjski Mostar    | 3:0                | Differdange 03        |
| Valletta           | 0:1                | Bala Town             |
| Lincoln Red Imps   | 2:0                | Union Titus Pétange   |
| Rosenborg          | 4:2                | Breiðablik            |
| Aberdeen           | 6:0                | NSÍ Runavík           |
| Motherwell         | 5:1                | Glentoran             |
| Hammarby IF        | 3:0                | Puskás Akadémia       |
| Malmö FF           | 2:0                | Cracovia              |
| Kukësi             | 2:1                | Slavia Sofia          |
| Ventspils          | 2:1                | Dinamo-Auto           |
| Šachtar Salihorsk  | 0:0 pp. 1:4 pen.   | Sfântul Gheorghe      |
| Dinamo Minsk       | 0:2                | Piast Gliwice         |
| Aarhus GF          | 5:2                | Honka                 |
| Shamrock Rovers    | 2:2 pp. 12:11 pen. | Ilves                 |
| FH                 | 0:2                | DAC Dunajská Streda   |
| The New Saints     | 3:1 pp.            | Žilina                |
| Vaduz              | 0:2                | Hibernians            |
| Servette           | 3:0                | Ružomberok            |
| Neftçi             | 2:1                | Shkupi                |
| Keşla              | 0:0 pp. 4:5 pen.   | Laçi                  |
| Hapoel Beer Ševa   | 3:0                | Dinamo Batumi         |
| Nõmme Kalju        | 0:4                | Mura                  |
| Bodø/Glimt         | 6:1                | Kauno Žalgiris        |
| Fehérvár           | 1:1 pp. 4:2 pen.   | Bohemians             |
| Apollon Limassol   | 5:1                | Saburtalo             |
| Maccabi Haifa      | 3:1                | Željezničar Sarajevo  |
| Alaškert Jerevan   | 0:1                | Renova                |
| Partizan           | 1:0                | RFS                   |
| Lech Poznań        | 3:0                | Valmiera              |
| Ordabasy           | 1:2                | Botoșani              |
| FCSB               | 3:0                | Širak Gjumri          |
| Progrès Niederkorn | 3:0                | Zeta                  |
| CSKA Sofia         | 2:1                | Sirens                |
| Petrocub Hîncești  | 0:2                | TSC Bačka Topola      |
| Sumgayit           | 0:2                | FK Škendija           |
| Kajrat             | 4:1                | Noah                  |
| Lokomotiv Tbilisi  | 2:1                | Universitatea Craiova |
| Teuta Drač         | 2:0                | Bejtar Jeruzalém      |
| Borac Banja Luka   | 1:0                | Sutjeska Nikšić       |
| Iskra Danilovgrad  | 0:1                | Lokomotiv Plovdiv     |
| Gjilani            | 0:2 pp.            | APOEL                 |

### 2. předkolo
Ve 2. předkole byly týmy rozděleny do mistrovské a nemistrovské části a v obou částech poté ještě na nasazené a nenasazené dle koeficientu UEFA. Týmy z obou částí byly poté nalosovány proti sobě na jeden zápas, přičemž týmy ze stejné země nemohly být nalosovány proti sobě. Vítězové postoupili do 3. předkola a poražené týmy vypadly z evropských pohárů. Los proběhl 31. srpna 2020, zápasy jsou plánovány na 16. a 17. září.
Mistrovská část
| Domácí                | Výsledek         | Hosté               |
| --------------------- | ---------------- | ------------------- |
| Inter Club d'Escaldes | 0:1              | Dundalk             |
| KuPS                  | 1:1 pp. 4:3 pen. | Slovan Bratislava   |
| Linfield              | 0:1              | Floriana            |
| Riga                  | 1:0              | Tre Fiori           |
| Djurgårdens IF        | 2:1              | Europa              |
| Flora                 | 2:1              | KR                  |
| Sileks                | 0:2              | Drita               |
| Astana                | 0:1              | Budućnost Podgorica |
| Ararat-Armenia        | 4:3 pp.          | Fola Esch           |
| Connah's Quay Nomads  | 0:1              | Dinamo Tbilisi      |

Nemistrovská část
| Domácí              | Výsledek         | Hosté             |
| ------------------- | ---------------- | ----------------- |
| Hammarby IF         | 0:3              | Lech Poznań       |
| Kajsar              | 1:4              | APOEL             |
| Mura                | 3:0              | AGF               |
| Maccabi Haifa       | 2:1              | Kajrat            |
| Lokomotiv Tbilisi   | 2:1              | Dynamo Moskva     |
| Neftçi              | 1:3              | Galatasaray       |
| B36 Tórshavn        | 3:2              | The New Saints    |
| Coleraine           | 2:3 pp.          | Motherwell        |
| IFK Göteborg        | 1:2              | FC Kodaň          |
| TSC Bačka Topola    | 6:6 pp. 4:5 pen. | FCSB              |
| Teuta Drač          | 0:4              | Granada           |
| OFI                 | 0:1              | Apollon Limassol  |
| Progrès Niederkorn  | 0:5              | Willem II Tilburg |
| Viking              | 0:2              | Aberdeen          |
| Standard Liège      | 2:0              | Bala Town         |
| Sfântul Gheorghe    | 0:1 pp.          | Partizan          |
| CSKA Sofia          | 2:0              | BATE Borisov      |
| Botoșani            | 0:1              | Shkëndija         |
| Lokomotiv Plovdiv   | 1:2              | Tottenham Hotspur |
| Laçi                | 1:2              | Hapoel Beer Ševa  |
| Aris Soluň          | 1:2              | Kolos Kovalivka   |
| Honvéd              | 0:2              | Malmö FF          |
| Ventspils           | 1:5              | Rosenborg         |
| Riteriai            | 1:5              | Slovan Liberec    |
| Lincoln Red Imps    | 0:5              | Rangers           |
| Servette            | 0:1              | Reims             |
| Borac Banja Luka    | 0:2              | Rio Ave           |
| Renova              | 0:1              | Hajduk Split      |
| Olimpija            | 2:3 pp.          | Zrinjski Mostar   |
| Kukësi              | 0:4              | VfL Wolfsburg     |
| DAC Dunajská Streda | 5:3 pp.          | Jablonec          |
| Piast Gliwice       | 3:2              | Hartberg          |
| Osijek              | 1:2              | Basilej           |
| Shamrock Rovers     | 0:2              | AC Milán          |
| Hibernians          | 0:1              | Fehérvár          |
| Bodø/Glimt          | 3:1              | Žalgiris          |

### 3. předkolo
Ve 3. předkole byly týmy rozděleny do mistrovské a nemistrovské části a v obou částech poté ještě na nasazené a nenasazené dle koeficientu UEFA. Týmy z obou částí byly poté nalosovány proti sobě na jeden zápas, přičemž týmy ze stejné země nemohly být nalosovány proti sobě. Vítězové postoupili do 4. předkola a poražené týmy vypadly z evropských pohárů. Los proběhl 1. září 2020, zápasy se odehrály 24. září.
Mistrovská část
| Domácí            | Výsledek         | Hosté               |
| ----------------- | ---------------- | ------------------- |
| Tirana            | volný los        | N/A                 |
| Ludogorec Razgrad | volný los        | N/A                 |
| Sarajevo          | 2:1              | Budućnost Podgorica |
| Šeriff Tiraspol   | 1:1 pp. 3:5 pen. | Dundalk             |
| Ararat-Armenia    | 1:0 pp.          | Celje               |
| Riga              | 0:1              | Celtic              |
| KuPS              | 2:0              | Sūduva Marijampolė  |
| Legia Warszawa    | 2:0              | Drita               |
| KÍ                | 6:1              | Dinamo Tbilisi      |
| Djurgårdens IF    | 0:1              | CFR Cluj            |
| Floriana          | 0:0 pp. 2:4 pen. | Flora               |

Nemistrovská část
| Domácí            | Výsledek         | Hosté               |
| ----------------- | ---------------- | ------------------- |
| Mura              | 1:5              | PSV Eindhoven       |
| Malmö             | 5:0              | Lokomotiva          |
| Sporting CP       | 1:0              | Aberdeen            |
| Charleroi         | 2:1 pp.          | Partizan            |
| Rosenborg         | 1:0              | Alanyaspor          |
| VfL Wolfsburg     | 2:0              | Desna Černihiv      |
| Fehérvár          | 0:0 pp. 4:1 pen. | Reims               |
| Granada           | 2:0              | Lokomotiv Tbilisi   |
| Rijeka            | 2:0 pp.          | Kolos Kovalivka     |
| St. Gallen        | 0:1              | AEK Atény           |
| LASK Linec        | 7:0              | DAC Dunajská Streda |
| AC Milán          | 3:2              | Bodø/Glimt          |
| Shkëndija Tetovo  | 1:3              | Tottenham Hotspur   |
| Standard Liège    | 2:1 pp.          | Vojvodina           |
| FK Rostov         | 1:2              | Maccabi Haifa       |
| Willem II Tilburg | 0:4              | Rangers             |
| Apollon Limassol  | 0:5              | Lech Poznań         |
| Beşiktaş          | 1:1 pp. 2:4 pen. | Rio Ave             |
| FCSB              | 0:2              | Slovan Liberec      |
| Hapoel Beer Ševa  | 3:0              | Motherwell          |
| Kodaň             | 3:0              | Piast Gliwice       |
| Basilej           | 3:2              | Anorthosis          |
| Galatasaray       | 2:0              | Hajduk Split        |
| Viktoria Plzeň    | 3:0              | SønderjyskE         |
| APOEL             | 2:2 pp. 4:2 pen. | Zrinjski Mostar     |
| CSKA Sofia        | 3:1              | B36 Tórshavn        |

### 4. předkolo
Ve 4. předkole byly týmy rozděleny do mistrovské a nemistrovské části a v obou částech poté ještě na nasazené a nenasazené dle koeficientu UEFA. Týmy z obou částí byly poté nalosovány proti sobě na jeden zápas, přičemž týmy ze stejné země nemohly být nalosovány proti sobě. Vítězové postoupili do skupinové fáze Evropské ligy UEFA 2019/20 a poražené týmy vypadly z evropských pohárů. Los proběhl 18. září 2020, zápasy se odehrály 1. října.
Mistrovská část
| Domácí          | Výsledek | Hosté                  |
| --------------- | -------- | ---------------------- |
| Young Boys Bern | 3:0      | Tirana                 |
| Dinamo Záhřeb   | 3:1      | Flora                  |
| CFR Cluj        | 3:1      | KuPS                   |
| Ararat-Armenia  | 1:2      | Crvena zvezda Bělehrad |
| Dynamo Brest    | 0:2      | Ludogorec Razgrad      |
| Sarajevo        | 0:1      | Celtic                 |
| Legia Warszawa  | 0:3      | Qarabağ                |
| Dundalk         | 3:1      | KÍ                     |

Nemistrovská část
| Domácí            | Výsledek         | Hosté          |
| ----------------- | ---------------- | -------------- |
| Hapoel Beer Ševa  | 1:0              | Viktoria Plzeň |
| Basilej           | 1:3              | CSKA Sofia     |
| Rio Ave           | 2:2 pp. 8:9 pen. | AC Milán       |
| Rosenborg         | 0:2              | PSV Eindhoven  |
| Sporting CP       | 1:4              | LASK Linec     |
| Kodaň             | 0:1              | Rijeka         |
| AEK Atény         | 2:1              | VfL Wolfsburg  |
| Charleroi         | 1:2              | Lech Poznań    |
| Malmö             | 1:3              | Granada        |
| Tottenham Hotspur | 7:2              | Maccabi Haifa  |
| Slovan Liberec    | 1:0              | APOEL          |
| Standard Liège    | 3:1              | Fehérvár       |
| Rangers           | 2:1              | Galatasaray    |

## Skupinová fáze
Skupinovou fázi Evropské ligy UEFA 2020/21 hraje 48 týmů. Jedná se o 12 pohárových vítězů z asociací na 1.–12. místě, 1 tým ze čtvrtého místa asociace na 5. místě, 4 týmy z pátých míst asociací na 1.–4. místě, 8 vítězů mistrovské části kvalifikace, 13 vítězů nemistrovské části kvalifikace, 4 poražení z mistrovské části kvalifikace Ligy mistrů a 6 poražených z nemistrovské části kvalifikace Ligy mistrů. Los proběhl 2. října 2020.
48 týmů bylo nalosováno do 12 skupin po 4 týmech, přičemž v jedné skupině nemůže být více klubů ze stejné země. Pro losování byly týmy rozděleny do 4 výkonnostních košů dle koeficientu UEFA.
V každé skupině se týmy utkají každý s každým systémem doma–venku. Vítězové skupin a týmy na 2. místech postupují do play-off Evropské ligy UEFA 2020/21. První zápasy se odehrály 22. října, poslední zápasy se odehrají 10. prosince.

### Skupina A
| Tým             | Z | V | R | P | VG | OG | RS | B  |
| --------------- | - | - | - | - | -- | -- | -- | -- |
| AS Řím          | 6 | 4 | 1 | 1 | 13 | 5  | +8 | 13 |
| Young Boys Bern | 6 | 3 | 1 | 2 | 9  | 7  | +2 | 10 |
| CFR Cluj        | 6 | 1 | 2 | 3 | 4  | 10 | –6 | 5  |
| CSKA Sofia      | 6 | 1 | 2 | 3 | 3  | 7  | –4 | 5  |

|       | ŘÍM | BER | CLU | SOF |
| ----- | --- | --- | --- | --- |
| Řím   | •   | 3:1 | 5:0 | 0:0 |
| Bern  | 1:2 | •   | 2:1 | 3:0 |
| Cluj  | 0:2 | 1:1 | •   | 0:0 |
| Sofie | 3:1 | 0:1 | 0:2 | •   |

1. 1 2  Body ve vzájemných utkáních: CFR Cluj 4, CSKA Sofia 1.

### Skupina B
| Tým         | Z | V | R | P | VG | OG | RS  | B  |
| ----------- | - | - | - | - | -- | -- | --- | -- |
| Arsenal     | 6 | 6 | 0 | 0 | 20 | 5  | +15 | 18 |
| Molde       | 6 | 3 | 1 | 2 | 9  | 11 | –2  | 10 |
| Rapid Vídeň | 6 | 2 | 1 | 3 | 11 | 13 | –2  | 7  |
| Dundalk     | 6 | 0 | 0 | 6 | 8  | 19 | –11 | 0  |

|         | ARS | MOL | RAP | DUN |
| ------- | --- | --- | --- | --- |
| Arsenal | •   | 4:1 | 4:1 | 3:0 |
| Molde   | 0:3 | •   | 1:0 | 3:1 |
| Rapid   | 1:2 | 2:2 | •   | 4:3 |
| Dundalk | 2:4 | 1:2 | 1:3 | •   |

### Skupina C
| Tým              | Z | V | R | P | VG | OG | RS  | B  |
| ---------------- | - | - | - | - | -- | -- | --- | -- |
| Bayer Leverkusen | 6 | 5 | 0 | 1 | 21 | 8  | +13 | 15 |
| Slavia Praha     | 6 | 4 | 0 | 2 | 11 | 10 | +1  | 12 |
| Hapoel Beer Ševa | 6 | 2 | 0 | 4 | 7  | 13 | –6  | 6  |
| OGC Nice         | 6 | 1 | 0 | 5 | 8  | 16 | –8  | 3  |

|            | LEV | SLA | HAP | NIC |
| ---------- | --- | --- | --- | --- |
| Leverkusen | •   | 4:0 | 4:1 | 6:2 |
| Slavia     | 1:0 | •   | 3:0 | 3:2 |
| Beer Ševa  | 2:3 | 3:1 | •   | 1:0 |
| Nice       | 2:3 | 1:3 | 1:0 | •   |

### Skupina D
| Tým             | Z | V | R | P | VG | OG | RS | B  |
| --------------- | - | - | - | - | -- | -- | -- | -- |
| Rangers         | 6 | 4 | 2 | 0 | 13 | 7  | +6 | 14 |
| Benfica         | 6 | 3 | 3 | 0 | 18 | 9  | +9 | 12 |
| Standard Lutych | 6 | 1 | 1 | 4 | 7  | 14 | –7 | 4  |
| Lech Poznań     | 6 | 1 | 0 | 5 | 6  | 14 | –8 | 3  |

|          | RAN | BEN | LUT | POZ |
| -------- | --- | --- | --- | --- |
| Rangers  | •   | 2:2 | 3:2 | 1:0 |
| Benfica  | 3:3 | •   | 3:0 | 4:0 |
| Standard | 0:2 | 2:2 | •   | 2:1 |
| Poznań   | 0:2 | 2:4 | 3:1 | •   |

### Skupina E
| Tým           | Z | V | R | P | VG | OG | RS | B  |
| ------------- | - | - | - | - | -- | -- | -- | -- |
| PSV Eindhoven | 6 | 4 | 0 | 2 | 12 | 9  | +3 | 12 |
| Granada       | 6 | 3 | 2 | 1 | 6  | 3  | +3 | 11 |
| PAOK          | 6 | 1 | 3 | 2 | 8  | 7  | +1 | 6  |
| Omonia        | 6 | 1 | 1 | 4 | 5  | 12 | –7 | 4  |

|         | PSV | GRA | PAO | OMO |
| ------- | --- | --- | --- | --- |
| PSV     | •   | 1:2 | 3:2 | 4:0 |
| Granada | 0:1 | •   | 0:0 | 2:1 |
| PAOK    | 4:1 | 0:0 | •   | 1:1 |
| Omonia  | 1:2 | 0:2 | 2:1 | •   |

### Skupina F
| Tým           | Z | V | R | P | VG | OG | RS | B  |
| ------------- | - | - | - | - | -- | -- | -- | -- |
| SSC Neapol    | 6 | 3 | 2 | 1 | 7  | 4  | +3 | 11 |
| Real Sociedad | 6 | 2 | 3 | 1 | 5  | 4  | +1 | 9  |
| AZ Alkmaar    | 6 | 2 | 2 | 2 | 7  | 5  | +2 | 8  |
| HNK Rijeka    | 6 | 1 | 1 | 4 | 6  | 12 | –6 | 4  |

|          | NEA | RES | ALK | RIJ |
| -------- | --- | --- | --- | --- |
| Neapol   | •   | 1:1 | 0:1 | 2:0 |
| Sociedad | 0:1 | •   | 1:0 | 2:2 |
| Alkmaar  | 1:1 | 0:0 | •   | 4:1 |
| Rijeka   | 1:2 | 0:1 | 2:1 | •   |

### Skupina G
| Tým            | Z | V | R | P | VG | OG | RS | B  |
| -------------- | - | - | - | - | -- | -- | -- | -- |
| Leicester City | 6 | 4 | 1 | 1 | 14 | 5  | +9 | 13 |
| SC Braga       | 6 | 4 | 1 | 1 | 14 | 10 | +4 | 13 |
| Zorja Luhansk  | 6 | 2 | 0 | 4 | 6  | 11 | –5 | 6  |
| AEK Atény      | 6 | 1 | 0 | 5 | 7  | 15 | –8 | 3  |

|           | LEI | BRA | LUH | AEK |
| --------- | --- | --- | --- | --- |
| Leicester | •   | 4:0 | 3:0 | 2:0 |
| Braga     | 3:3 | •   | 2:0 | 3:0 |
| Luhansk   | 1:0 | 1:2 | •   | 1:4 |
| AEK       | 1:2 | 2:4 | 0:3 | •   |

1. 1 2  Počet bodů ze vzájemných zápasů: Leicester City 4, Braga 1.

### Skupina H
| Tým          | Z | V | R | P | VG | OG | RS | B  |
| ------------ | - | - | - | - | -- | -- | -- | -- |
| AC Milán     | 6 | 4 | 1 | 1 | 12 | 7  | +5 | 13 |
| Lille        | 6 | 3 | 2 | 1 | 14 | 8  | +6 | 11 |
| Sparta Praha | 6 | 2 | 0 | 4 | 10 | 12 | –2 | 6  |
| Celtic       | 6 | 1 | 1 | 4 | 10 | 19 | –9 | 4  |

|        | MIL | LIL | SPA | CEL |
| ------ | --- | --- | --- | --- |
| Milán  | •   | 0:3 | 3:0 | 4:2 |
| Lille  | 1:1 | •   | 2:1 | 2:2 |
| Sparta | 0:1 | 1:4 | •   | 4:1 |
| Celtic | 1:2 | 2:4 | 0:3 | •   |

### Skupina I
| Tým              | Z | V | R | P | VG | OG | RS  | B  |
| ---------------- | - | - | - | - | -- | -- | --- | -- |
| Villarreal       | 6 | 5 | 1 | 0 | 17 | 5  | +12 | 16 |
| Maccabi Tel Aviv | 6 | 3 | 2 | 1 | 6  | 7  | –1  | 11 |
| Sivasspor        | 6 | 2 | 0 | 4 | 9  | 11 | –2  | 6  |
| Karabach         | 6 | 0 | 1 | 5 | 4  | 13 | –9  | 1  |

|            | VIL | MAC | SIV | KAR |
| ---------- | --- | --- | --- | --- |
| Villarreal | •   | 4:0 | 5:3 | 3:0 |
| Maccabi    | 1:1 | •   | 1:0 | 1:0 |
| Sivasspor  | 0:1 | 1:2 | •   | 2:0 |
| Karabach   | 1:3 | 1:1 | 2:3 | •   |

### Skupina J
| Tým               | Z | V | R | P | VG | OG | RS  | B  |
| ----------------- | - | - | - | - | -- | -- | --- | -- |
| Tottenham Hotspur | 6 | 4 | 1 | 1 | 15 | 5  | +10 | 13 |
| Royal Antverpy    | 6 | 4 | 0 | 2 | 8  | 5  | +3  | 12 |
| LASK Linec        | 6 | 3 | 1 | 2 | 11 | 12 | –1  | 10 |
| Ludogorec Razgrad | 6 | 0 | 0 | 6 | 7  | 19 | –12 | 0  |

|           | TOT | ANT | LAS | LUD |
| --------- | --- | --- | --- | --- |
| Tottenham | •   | 2:0 | 3:0 | 4:0 |
| Antverpy  | 1:0 | •   | 0:1 | 3:1 |
| LASK      | 3:3 | 0:2 | •   | 4:3 |
| Ludogorec | 1:3 | 1:2 | 1:3 | •   |

### Skupina K
| Tým                 | Z | V | R | P | VG | OG | RS | B  |
| ------------------- | - | - | - | - | -- | -- | -- | -- |
| Dinamo Záhřeb       | 6 | 4 | 2 | 0 | 9  | 1  | +8 | 14 |
| Wolfsberger AC      | 6 | 3 | 1 | 2 | 7  | 6  | +1 | 10 |
| Feyenoord Rotterdam | 6 | 1 | 2 | 3 | 4  | 8  | –4 | 5  |
| CSKA Moskva         | 6 | 0 | 3 | 3 | 3  | 8  | –5 | 3  |

|           | DIN | WOL | FEY | CSKA |
| --------- | --- | --- | --- | ---- |
| Dinamo    | •   | 1:0 | 0:0 | 3:1  |
| Wolfsberg | 0:3 | •   | 1:0 | 1:1  |
| Feyenoord | 0:2 | 1:4 | •   | 3:1  |
| CSKA      | 0:0 | 0:1 | 0:0 | •    |

### Skupina L
| Tým                    | Z | V | R | P | VG | OG | RS  | B  |
| ---------------------- | - | - | - | - | -- | -- | --- | -- |
| 1899 Hoffenheim        | 6 | 5 | 1 | 0 | 17 | 2  | +15 | 16 |
| Crvena zvezda Bělehrad | 6 | 3 | 2 | 1 | 9  | 4  | 5   | 11 |
| Slovan Liberec         | 6 | 2 | 1 | 3 | 4  | 13 | –9  | 7  |
| KAA Gent               | 6 | 0 | 0 | 6 | 4  | 15 | –11 | 0  |

|             | HOF | BĚL | LIB | GEN |
| ----------- | --- | --- | --- | --- |
| Hoffenheim  | •   | 2:0 | 5:0 | 4:1 |
| CZ Bělehrad | 0:0 | •   | 5:1 | 2:1 |
| Liberec     | 0:2 | 0:0 | •   | 1:0 |
| Gent        | 1:4 | 0:2 | 1:2 | •   |

|  | Postup do vyřazovací fáze |

## Vyřazovací fáze
Skupinovou fázi Evropské ligy UEFA 2020/21 bude hrát 32 týmů. 12 vítězů skupin, 12 týmů z 2. míst a 8 týmů ze 3. míst základních skupin Ligy mistrů UEFA 2019/20. V play-off budou týmy rozděleny na nasazené a nenasazené. Nasazené týmy jsou 12 vítězů skupin a 4 nejlepší týmy ze 3. míst základních skupin Ligy mistrů. Týmy ze stejné skupiny nebo stejné země se nemohou utkat proti sobě. Od osmifinále již tato pravidla neplatí a mohou tak proti sobě hrát jakákoliv mužstva.
Vyřazovací fáze začala losem 14. prosince 2020 a zápasy se odehrají od 18. února 2021 do 26. května 2021.

### Kvalifikované týmy ze skupinové fáze Evropské ligy
| Skupina | Vítězové skupin (nasazené týmy) | 2. místo ve skupině (nenasazené týmy) |
| ------- | ------------------------------- | ------------------------------------- |
| A       | AS Řím                          | Young Boys Bern                       |
| B       | Arsenal                         | Molde FK                              |
| C       | Bayer Leverkusen                | Slavia Praha                          |
| D       | Rangers                         | Benfica                               |
| E       | PSV Eindhoven                   | Granada                               |
| F       | SSC Neapol                      | Real Sociedad                         |
| G       | Leicester City                  | Braga                                 |
| H       | AC Milán                        | Lille                                 |
| I       | Villarreal                      | Maccabi Tel Aviv                      |
| J       | Tottenham Hotspur               | Royal Antverpy                        |
| K       | Dinamo Záhřeb                   | Wolfsberger AC                        |
| L       | 1899 Hoffenheim                 | Crvena zvezda Bělehrad                |

### Kvalifikované týmy z 3. míst ze skupin Ligy mistrů
| Skupina | Nasazené týmy     | Nenasazené týmy |
| ------- | ----------------- | --------------- |
| LM3m    | Manchester United | FK Krasnodar    |
| LM3m    | Club Bruggy       | RB Salcburk     |
| LM3m    | Šachtar Doněck    | Dynamo Kyjev    |
| LM3m    | Ajax              | Olympiakos      |

### Šestnáctifinále
| Domácí v 1. zápase | Celkem | Hosté v 1. zápase | 1. zápas | 2. zápas |
| ------------------ | ------ | ----------------- | -------- | -------- |
| Wolfsberger AC     | 1:8    | Tottenham Hotspur | 1:4      | 0:4      |
| Dynamo Kyjev       | 2:1    | Club Bruggy       | 1:1      | 1:0      |
| Real Sociedad      | 0:4    | Manchester United | 0:4      | 0:0      |
| Benfica Lisabon    | 3:4    | Arsenal FC        | 1:1      | 2:3      |
| FK Crvena zvezda   | 3:3    | AC Milán          | 2:2      | 1:1      |
| Royal Antverpy     | 5:9    | Rangers FC        | 3:4      | 2:5      |
| Slavia Praha       | 2:0    | Leicester City    | 0:0      | 2:0      |
| Red Bull Salcburk  | 1:4    | Villarreal CF     | 0:2      | 1:2      |
| SC Braga           | 1:5    | AS Řím            | 0:2      | 1:3      |
| FK Krasnodar       | 2:4    | Dinamo Záhřeb     | 2:3      | 0:1      |
| BSC Young Boys     | 6:3    | Bayer Leverkusen  | 4:3      | 2:0      |
| Molde FK           | 5:3    | 1899 Hoffenheim   | 3:3      | 2:0      |
| Granada CF         | 3:2    | SSC Neapol        | 2:0      | 1:2      |
| Maccabi Tel Aviv   | 0:3    | Šachtar Doněck    | 0:2      | 0:1      |
| Lille OSC          | 2:4    | AFC Ajax          | 1:2      | 1:2      |
| Olympiakos Pireus  | 5:4    | PSV Eindhoven     | 4:2      | 1:2      |

### Osmifinále
| Domácí v 1. zápase | Celkem | Hosté v 1. zápase | 1. zápas | 2. zápas |
| ------------------ | ------ | ----------------- | -------- | -------- |
| AFC Ajax           | 5:0    | BSC Young Boys    | 3:0      | 2:0      |
| Dynamo Kyjev       | 0:4    | Villarreal CF     | 0:2      | 0:2      |
| AS Řím             | 5:1    | Šachtar Doněck    | 3:0      | 2:1      |
| Olympiakos Pireus  | 2:3    | Arsenal FC        | 1:3      | 1:0      |
| Dinamo Záhřeb      | 3:2    | Tottenham Hotspur | 0:2      | 3:0      |
| Manchester United  | 2:1    | AC Milán          | 1:1      | 1:0      |
| Slavia Praha       | 3:1    | Rangers FC        | 1:1      | 2:0      |
| Granada CF         | 3:2    | Molde FK          | 2:0      | 1:2      |

### Čtvrtfinále
| Domácí v 1. zápase | Celkem | Hosté v 1. zápase | 1. zápas | 2. zápas |
| ------------------ | ------ | ----------------- | -------- | -------- |
| Granada CF         | 0:4    | Manchester United | 0:2      | 0:2      |
| Arsenal FC         | 5:1    | Slavia Praha      | 1:1      | 4:0      |
| AFC Ajax           | 2:3    | AS Řím            | 1:2      | 1:1      |
| Dinamo Záhřeb      | 1:3    | Villarreal CF     | 0:1      | 1:2      |

### Semifinále
| Domácí v 1. zápase | Celkem | Hosté v 1. zápase | 1. zápas | 2. zápas |
| ------------------ | ------ | ----------------- | -------- | -------- |
| Villarreal CF      | 2:1    | Arsenal FC        | 2:1      | 0:0      |
| Manchester United  | 8:5    | AS Řím            | 6:2      | 2:3      |

### Finále
| 26. května 2021 | Villarreal CF | 1:1 (prodl.) (11:10 pen) | Manchester United | PGE Arena, Gdaňsk                      |  |  |
| 21:00 SELČ      |               |                          |                   | Diváci: 9 500 Rozhodčí: Clément Turpin |  |  |
|                 |               |                          |                   |                                        |  |  |